# Chloé Chevalier
Chloé Chevalier, född 2 november 1995 i Saint-Martin-d'Hères, är en fransk skidskytt. Hon tog sin första pallplats i världscupen den 19 januari 2023 då hon blev tvåa i sprint i Antholz.
Chevalier har tävlat i världscupen sedan säsongen 2017/18. Hon är lillasyster till Anaïs Chevalier-Bouchet.